# Volta a Llombardia 1989
La Volta a Llombardia 1989 fou la 83a edició de la clàssica ciclista Volta a Llombardia. La cursa es va disputar el diumenge
 14 d'octubre de 1989, sobre un recorregut de 260 km, i era la darrera de les dotze proves de la Copa del Món de ciclisme de 1989. El vencedor final fou el suís Tony Rominger, que s'imposà en solitari en l'arribada a Milà.

## Classificació general
|    | Ciclista               | Equip               | Temps      |
| -- | ---------------------- | ------------------- | ---------- |
| 1  | Tony Rominger (SUI)    | Chateau d'Ax        | 6h 46' 35" |
| 2  | Gilles Delion (FRA)    | Helvetia-La Suisse  | + 2' 33"   |
| 3  | Luc Roosen (BEL)       | Histor-Sigma        | + 2' 34"   |
| 4  | Raúl Alcalá (MEX)      | PDM-Ultima-Concorde | + 4' 06"   |
| 5  | Roberto Pagnin (ITA)   | Malvor-Sidi         | m. t.      |
| 6  | Patrick Robeet (BEL)   | Domex-Weinmann      | m. t.      |
| 7  | Marcello Siboni (ITA)  | Ariostea            | m. t.      |
| 8  | Rolf Gölz (GER)        | Superconfex-Yoko    | + 4' 33"   |
| 9  | Martin Earley (IRL)    | PDM-Ultima-Concorde | m. t.      |
| 10 | Franco Ballerini (ITA) | Malvor-Sidi         | m. t.      |